# ビジネスショウアップ
ビジネスショウアップは、2004年冬季から2017年度までナイターオフシーズン（日本シリーズ終了後の11月頃から翌年3月まで）にニッポン放送（関東ローカル）で放送されていたラジオ番組（ミニフロート番組）である。事前収録番組。

## 概要
番組内容は基本的に一週間、商品を販売している会社の社員をスタジオに招き、商品を紹介するというもの。
当番組はニッポン放送番組表・ニッポン放送タイムテーブルには記載されていない。
2018年度より『乃木坂46梅澤美波の「のぎぼき」!』を放送するため、未放送となった。

## 放送時間
- 2004年度：月曜日 - 金曜日 20:09 - 20:11
- 2005年度 - 2008年度：月曜日 - 金曜日 19:57 - 19:59
- 2009年度：月曜日 - 金曜日 20:27 - 20:29
- 2010年度：月曜日 - 金曜日 20:56 - 20:59
- 2011年度：月曜日 - 金曜日 19:57 - 19:59
- 2012年度以降：月曜日 - 金曜日 19:57 - 20:00

## 番組のタイトル史
- 川野良子のビジネスショウアップ!（2005年度）
- 元気 ビジネスショウアップ!（2006年度）
- ビジネスショウアップ（2007年度以降 - ）

## パーソナリティ
当初は当時ニッポン放送所属だった川野良子が、2006年度からは山本剛士が、2015年度は山本または増田みのりが、2016年は山本または新保友映がそれぞれ担当。